# Labruyère, Oise
Labruyère är en kommun i departementet Oise i regionen Hauts-de-France i norra Frankrike. Kommunen ligger i kantonen Liancourt som tillhör arrondissementet Clermont. År 2022 hade Labruyère 699 invånare.

## Befolkningsutveckling
Antalet invånare i kommunen Labruyère
| Referens: INSEE |